# Tras el verano
Tras el verano es una película española de drama de 2025, dirigida por Yolanda Centeno en su ópera prima, quien la coescribió con Jesús Luque. Está protagonizada por Alexandra Jiménez, Juan Diego Botto, Ruth Gabriel y Álex Infantes. Se estrenó en el Festival de Málaga el 20 de marzo de 2025, y se estrenó en cines españoles el 16 de mayo de 2025, con distribución de Alfa Pictures.

## Trama
Paula (Alexandra Jiménez) se enfrenta al reto diario de encajar en la familia reconstituida de su pareja, Raúl (Juan Diego Botto), y el hijo de éste, Dani (Álex Infantes). Una crisis de pareja pone a Paula en riesgo de no poder ver a Dani nunca más.

## Reparto
- Alexandra Jiménez como Paula
- Juan Diego Botto como Raúl
- Ruth Gabriel
- Álex Infantes como Dani[1]

## Producción
El 11 de octubre de 2023, se anunció que se estaban rodando escenas de la película Tras el verano en la playa de El Chorrillo y en la antigua carretera N-340, la cual transcurre desde Nerja hasta Torrox. El 24 de octubre de 2023, el rodaje de la película fue anunciado de forma oficial como la ópera prima de Yolanda Centeno, con Alexandra Jiménez, Juan Diego Botto, Ruth Gabriel y Álex Infantes (erróneamente reportado bajo el nombre de Alejandro López) como protagonistas. En enero de 2024, se anunció que el rodaje de la película había concluido y la cinta estaba en posproducción.

## Lanzamiento y marketing
En febrero de 2025, se anunció que Tras el verano tendría su estreno mundial en el Festival de Málaga el 20 de marzo de 2025. En abril de 2025, Alfa Pictures lanzó el tráiler de la película y programó su estreno en cines españoles para el 16 de mayo de 2025.